# China Construction Bank
China Construction Bank Corporation (CCB) je jednou ze čtyř velkých bank v Čínské lidové republice. V roce 2015 byla CCB druhou největší bankou na světě podle tržní kapitalizace a šestou největší společností na světě. Banka má přibližně 13 629 domácích poboček. Kromě toho má zahraniční pobočky v Barceloně, Frankfurtu, Lucemburku, Hongkongu, Johannesburgu, New Yorku, Soulu, Singapuru, Tokiu, Melbourne, Kuala Lumpuru, Santiagu de Chile, Sydney a Aucklandu a dceřinou společnost ve 100% vlastnictví v Londýně. Její celková aktiva dosáhla v roce 2009 výše 8,7 bilionu CN¥ a Rada pro finanční stabilitu ji považuje za systémově významnou banku. Její ústředí se nachází v pekingské čtvrti Xicheng.